# Andreas Schleicher
Andreas Schleicher (* 1964 v Hamburku) je německý statistik a vědec v oblasti vzdělávání. Je zástupcem ředitele pro vzdělávání v OECD a speciální poradce generálního sekretáře OECD pro vzdělávací politiku . Je jedním z hlavních autorů a vedoucím projektu PISA , dohlíží rovněž na projekty TALIS a PIAAC.
Je znám svoji ostrou kritikou německého vzdělávacího systému, obzvláště kritizuje brzkou selekci studentů.
Schleicher studoval fyziku a získal titul z matematiky a statistiky v Austrálii.